# Blatino, Kiustendil
Blatino (în bulgară Блатино) este un sat în comuna Dupnița, regiunea Kiustendil,  Bulgaria. 

## Demografie
Componența etnică a satului Blatino
     Bulgari (98,85%)
     Nicio identificare (1,14%)
     Altele (0%)
La recensământul din 2011, populația satului Blatino era de 174 locuitori. Din punct de vedere etnic, majoritatea locuitorilor (98,85%) erau bulgari. Pentru 1,14% din locuitori nu este cunoscută apartenența etnică.